# Biroia
Biroia is een geslacht van insecten uit de orde vliesvleugeligen (Hymenoptera) en de familie schildwespen (Braconidae).

## Soorten
- B. abdominalis (Enderlein, 1920)
- B. bicolor (Wang, 1984)
- B. cameroni (Enderlein, 1920)
- B. dimidiata (Brulle, 1846)
- B. elegans Szepligeti, 1900
- B. ferruginea Fullaway, 1919
- B. flavipennis Enderlein, 1920
- B. foveola (Brulle, 1846)
- B. fraudator (Saussure, 1892)
- B. fuliginosa (Cameron, 1899)
- B. fuscicornis (Cameron, 1903)
- B. imitatrix Enderlein, 1920
- B. nigra Fullaway, 1919
- B. nigricornis Cameron, 1907
- B. ochracea Fullaway, 1919
- B. philippinensis (Bhat & Gupta, 1977)
- B. pubescens (Bhat & Gupta, 1977)
- B. pulchripennis (Cameron, 1887)
- B. ruficollis Cameron, 1911
- B. rufigaster (Szepligeti, 1914)
- B. rugipleuris Strand, 1911
- B. santoshae (Bhat & Gupta, 1977)
- B. sarothriceps Enderlein, 1920
- B. satapensis (Cameron, 1907)
- B. seminigripennis (Enderlein, 1920)
- B. solitaria Turner, 1918
- B. soror van Achterberg & Long, 2010
- B. taeniocauda (Enderlein, 1920)
- B. taeniolata Enderlein, 1920
- B. tricolor (Enderlein, 1920)